# Маша Гойя
Марія Шаповалова, відома як Ма́ша Го́йя (нар. 12 листопада 1988, Кривий Ріг) — українська співачка, фіналістка російського талант-шоу «Голос».

## Життєпис
Народилась у Кривому Розі.
З дитинства виступає на сцені. Брала участь у пісенних конкурсах, стала лауреаткою проєктів «Чорноморські ігри», «Сан-Ремо», «Східний базар».
Закінчила музичну школу за класом фортепіано. Протягом року навчалась в Одеській національній юридичній академії, куди вступила за наполяганням батьків. Однак потім переїхала до Києва, де закінчила Київську естрадно-циркову академію ім. Л. Утьосова, факультет музичного мистецтва.
Була учасницею гурту SMS. У 2009 році почала співпрацю із продюсером Юрієм Фальосою, колишнім продюсером Ані Лорак, після чого зайнялася сольною кар'єрою і випустила дебютний кліп «Любовь-марихуанна».
У 2011 році брала участь у четвертому сезоні «Фабрики зірок», де посіла 15-е місце.
У жовтні–грудні 2012 року брала участь у російському талант-шоу «Голос» (аналог українського «Голос країни»). На сліпих прослуховуваннях потрапила до команди Пелагеї. На вокальних двобоях змагалась у виконанні арії Діви із фільму «П'ятий елемент» зі студенткою Санкт-Петербузької консерваторії, де здобула перемогу. У другому вокальному двобої перемогла із виконанням пісні «Trouble» Сюзі Кватро, після чого пройшла у чвертьфінал конкурсу. У чвертьфіналі виконувала народну українську пісню «Ой не світи, місяченьку»,, яку назвала подарунком від себе усім українцям, що живуть у Росії. Після виступу була обрана Пелагеєю і потрапила до півфіналу, у якому програла Ельмірі Калімулліній.
У серпні 2014 року разом із Андрієм Макаревичем та іншими виконавцями виступала на благодійному концерті для біженців із зони АТО у Святогірську.

## Особисте життя
Одружена. У вересні 2022 року народила сина Фелікса.

## Євробачення 2015
Восени 2014 року Маша Гойя та її продюсер Ю. Фальоса поширили інформацію про те, що співачка буцімто братиме участь в Євробаченні 2015 від Кіпру, проте це виявилося неправдою.

## Дискографія
- 2012 — «Я не играю!»[1]
- 2017 — «Не могу»
- 2020 — «Хорошая»
- 2021 — «Глаза на мокром»
- 2022 — «Нескорені серця»